# 斯捷潘·波戈相
斯捷潘·卡拉佩托维奇·波戈相（俄语：Степан Карапетович Погосян，1932年2月10日—2012年5月17日），亚美尼亚人，苏联党和国家领导人。曾任亚美尼亚共青团中央第一书记，亚共埃里温市委第二、第一书记，亚美尼亚共产党中央第一书记等职务。

## 生平
- 1932年2月10日生于亚美尼亚苏维埃社会主义共和国塔林区阿加奇村。
- 1950年-1955年，国立埃里温大学历史系学习，获历史学博士学位。
- 1955年-1958年，共青团国立埃里温大学团委书记。1956年加入苏联共产党。
- 1958年-1959年，亚美尼亚共青团中央宣传鼓动部副部长。
- 1959年-1961年2月，亚美尼亚共青团埃里温市委第二书记、第一书记。
- 1962年-1963年1月，亚美尼亚共青团中央委员会书记。
- 1963年1月-1967年9月，亚美尼亚共青团中央第一书记。
- 1967年9月-1970年12月，亚美尼亚共产党阿拉拉特区委第一书记。
- 1970年12月-1988年，亚美尼亚苏维埃社会主义共和国国家广播电视委员会主席。
- 1988年-1990年1月，亚美尼亚苏维埃社会主义共和国部长会议下属新闻局局长。
- 1990年1月-8月，亚美尼亚苏维埃社会主义共和国出版、印刷、图书贸易委员会主席。
- 1990年8月-1991年，亚共埃里温市委第一书记。期间，1990年11月-1991年5月，亚共中央第一书记。
- 1991年7月起退休。
- 2012年5月17日于埃里温逝世，享年80岁。

波戈相是苏共23,28大代表，第28届中央政治局委员，第28届中央委员。

## 荣誉
- 劳动红旗勋章
- 荣誉勋章
- 亚美尼亚苏维埃社会主义共和国国家奖（1988）
- 亚美尼亚为祖国服务奖章
- 亚美尼亚莫弗西斯·科雷娜塔茨奖章